# Юца
Юца́ — село в Предгорном районе (муниципальном округе) Ставропольского края России.

## Название
Названо по реке, на которой стоит, см. река Юца.
Варианты названия
- Юцкие хутора
- Юцкий[3]

## География
Село Юца расположилось по берегам рек Юца и Джуца на Минераловодской равнине, в низине Пятигорского междугорья у подножия одноимённой горы Юца (Джуца 1-я) (973,2 м). Расположено на высоте 675 м над уровнем моря.
Расстояние до краевого центра: 146 км.
Расстояние до районного центра: 13 км.

## История
Точная дата образования Юцких или, как их ещё по другому называли, Водопадских хуторов неизвестна. Приблизительное время образования первых хуторов приходится на 1850—1860 гг. Официально посёлок Юца был основан в 1885 г. баптистами. По другим данным основано 4 ноября 1865 года.
1918 год — организована сельскохозяйственная коммуна.
Октябрь 1920 года — белоповстанцы напали на коммуну и разгромили её, несколько коммунаров были убиты. Памятник павшим коммунарам находится в центре селе Юца у «вечного огня».
Док. № 41. Из двухнедельной информсводки пятигорской окружной ЧК с 1-15 октября 1920 г..
Разбитые повстанцы-белые теперь группируются от 10 до 60 человек, грабят, убивают и т. д. Было и одно серьёзное нападение такой банды в 60 человек на хутор Водопадский в 6 верстах от Пятигорска, где они были в красных повязках и с мандатом от особо уполномоченного продотдела. Явились спокойно в хутор и затем напали на исполком и милицию, уничтожили бумаги, изрубили и перекололи до…* 12 человек коммунистов, членов исполкома и милиции, и 4 казаков. Имущество убитых расхитили, а трупы разбросали по хутору. Погоня за бандой была безрезультатной. Население возмущено и очень много народу участвовало в похоронах убитых, трупы которых были привезены в Пятигорск…
1923 год — Юца получила статус села.
1930-33 года — спасаясь от раскулачивания и голодомора в УССР, в селе обосновалось много семей беженцев из с. Кищенцов Букского района Киевской области (совр. Черкасская область Украины)
Начало ноября 2008 года — вспышка вируса африканской чумы свиней в селе Юца. Четвёртый по счёту очаг вируса африканской чумы свиней в Ставропольском крае. Свыше 200 голов свиней в частном секторе села Юца были забиты.
До 16 марта 2020 года село было административным центром упразднённого Юцкого сельсовета.

## Население
| 1979 | 1989  | 2002  | 2010  | 2014  | 2021  |
| ---- | ----- | ----- | ----- | ----- | ----- |
| 6374 | ↗7316 | ↗8548 | ↗9427 | ↗9500 | ↗9736 |

Гендерный состав
По итогам переписи населения 2010 года проживали 4485 мужчин (47,58 %) и 4942 женщины (52,42 %).
Национальный состав
По данным переписи 2002 года, в национальной структуре населения преобладают русские (76 %).
По итогам переписи населения 2010 года проживали следующие национальности (национальности менее 1 %, см. в сноске к строке "Другие"):
| Национальность | Численность | Процент |
| -------------- | ----------- | ------- |
| Русские        | 6778        | 71,90   |
| Армяне         | 1760        | 18,67   |
| Греки          | 134         | 1,42    |
| Украинцы       | 94          | 1,00    |
| Другие         | 661         | 7,01    |
| Итого          | 9427        | 100,00  |

## Микрорайоны Юцы
- Гвардеец
- Кирова
- Водопад
- Центр
- Маслозавод
- 6-я бригада
- Балаковка
- Совхоз

## Образование
- Детский сад № 12[14]

- Средняя общеобразовательная школа № 10[15].

Дата основания — 1914 год. Новое здание школы было построено в 1969 году.
В 1972 году школе было присвоено имя Героя Советского Союза Д. И. Канищева, бывшего выпускника школы, погибшего в 1945 году во время боёв за Берлин. В школе есть действующий с 1972 года Зал Боевой Славы. Ежегодно 28 января проводится Героическая поверка, посвящённая памяти Дмитрия Ивановича Канищева, старшего лейтенанта С. Н. Ромашенко, рядового Е. Богданова.
- Водопадская школа № 11 — ул. Октябрьская. Школа № 11 была построена в 1959 году по инициативе и проекту Семёна Васильевича Луценко
- Начальная школа № 37 — ул. Пролетарская,50
- Специальная (коррекционная) общеобразовательная школа-интернат № 12 VIII вида[16]
- Детская музыкальная школа № 4. Открыта 10 апреля 1975 года[17]

## Больница
- Юцкая участковая больница Предгорного района, ГУЗ. Адрес: ул. Луценко,118. Здание больницы было построено в 1959 году.

## Учреждения культуры
- Дворец Культуры «Пролетарская Воля»
- Районная детская библиотека — филиал № 7 — ул. Луценко,95.
- Районная детская библиотека — филиал № 18 — ул. Луценко,95.
- Музей колхоза «Пролетарская воля»

## Экономика
- Особая экономическая зона туристско-рекреационного типа «Гранд Спа Юца» создана в соответствии с Постановлением № 71 Правительства Российской Федерации от 3 февраля 2007 года на территории Ставропольского края. С декабря 2012 года Туристско-рекреационная особая экономическая зона «Гранд Спа Юца» Ставропольского края включена в Северокавказский туристический кластер, которым управляет ОАО «Курорты Северного Кавказа»[18]
- Сельскохозяйственное предприятие им. С. В. Луценко «Пролетарская воля». Образовано 7 ноября 1921 года как колхоз «Пролетарская воля»[19]. Колхоз награждён орденом Ленина[20]
- Минэкономразвития Ставропольского края одобрило строительство пивоваренного завода в селе Юца

## Транспорт
В село Юца можно доехать:
- Из города Пятигорска:
  - на маршрутном такси № 110б (отправляется от Верхнего рынка). Цена проезда 40 рублей.
  - на маршрутном такси № 110а (отправляется от рынка «Людмила»).
- Из города Ессентуки:
  - автобусом № 106 (от автовокзала города Ессентуки до остановки «Центр» села Юца).
  - маршрутное такси № 106а (от ж/д вокзала города Ессентуки до остановки «Центр» села Юца). Цена проезда 40 рублей.

## Связь
Фиксированная связь и ADSL
Ставропольский филиал Ростелеком
GPON
Ставропольский филиал Ростелеком, ПостЛТД
Сотовая связь 2G/3G/4G
МегаФон, Билайн, МТС.

## Спорт и туризм
На территории горы Юцы (Джуца 1) располагается дельтадром Юца — место базирования Ставропольского краевого дельтапланерного клуба, несколько парапланерных и других клубов сверхлёгкой авиации. Ежегодно Юца собирает сильнейших спортсменов на своих склонах и является дельтапланерной «Меккой» России. Парящие в небе дельтапланы и парапланы можно увидеть в небе из многих городов Кавказских Минеральных Вод.

## Религия
В посёлке Юца проживают люди различных конфессий: православные (Лермонтовское благочиние Пятигорской епархии Русской православной церкви), адвентисты седьмого дня, евангельские христиане-баптисты, отделённые баптисты, христиане веры евангельской (пятидесятники), свидетели Иеговы, духовные христиане молокане, молокане-прыгуны, адвентисты-реформисты, еговисты-ильинцы.
Русская православная церковь
По улице Луценко у подножия горы Юца (Джуца 1-я) находится действующий православный храм Казанской иконы Божией Матери. К строительству храма приступили в 1990 году. 4 ноября 1998 храм Казанской иконы Божией Матери был освящён. Святыни храма: икона Божией Матери «Знамение», икона святителя Николая Чудотворца и Казанская икона Божией Матери, в честь которой и назван храм.
Церковь адвентистов седьмого дня
Молитвенный дом христиан адвентистов седьмого дня расположен по адресу Нижний переулок, 21, в 50 м от реки Юцы.
Церковь евангельских христиан баптистов
Молитвенный дом евангельских христиан баптистов на Юце можно найти по адресу: Комсомольская улица, 20.
В 1989 году было совершено рукоположение А. Л. Титова на пресвитерское служение, которое он несёт и по сей день.
Духовные христиане молокане постоянные
Молитвенный дом духовных христиан молокан постоянных расположен в селе Юца в начале Зелёной улицы на углу Октябрьской улицы.

## Кладбища
- общественное открытое (Бригада № 1, район объездной дороги), площадь участка 15 тыс. м²;
- закрытое (Бригада № 3, район ул. Полевой), площадь участка 10 тыс. м²;
- общественное открытое (Бригада № 4, район полевого стана), площадь участка 15 тыс. м²;
- общественное открытое (Бригада № 6, район пер. Грушевского), площадь участка 5 тыс. м²;
- общественное открытое (Бригада № 7, Гвардеец, район ул. Центральной), площадь участка 10 тыс. м²[22].

## Люди, связанные с селом
- Дмитрий Иванович Канищев (1926, хутор Водопадский, ныне село Юца — 1945, похоронен в Польше) — Герой Советского Союза, командир стрелкового отделения
- Семён Васильевич Луценко (1911, Пятигорск — 1973, Юца) — Герой Социалистического Труда, председатель колхоза «Пролетарская воля». Награждён двумя орденами Ленина и Орденом Трудового Красного Знамени
- Татьяна Фёдоровна Малашихина — передовая доярка племенной фермы колхоза «Пролетарская воля», Герой Социалистического Труда
- Николай Иванович Рябенко — председатель колхоза «Пролетарская воля» с 1972—1986 года. Награждён орденом Ленина и двумя орденами Трудового Красного Знамени. Так же много сделал для благоустройства села Юца.
- Ульяник, Мария Ивановна (р. 1931) — доярка, Герой Социалистического Труда

## Достопримечательности
- Памятник коммунарам павшим в 1920 году. 1920, 1938 года[23]
- Обелиск воинам-однополчанам, погибшим в годы Великой Отечественной войны. 1968 год[24]
- Памятник С. М. Кирову. 1970 год[25] — ул. Пролетарская у бывшего здания правления колхоза
- Памятник В. И. Ленину. 1970 год[26]
- Мемориальная доска в память о погибшем на службе инспекторе ГАИ Андрее Богданове[27]
- Гора Юца — высота горы 973 метра, является памятником природы краевого значения[28]

## Памятники археологии
Согласно Постановлению главы администрации Ставропольского края
| Название                                                         | Временной период             | Место положение |
| ---------------------------------------------------------------- | ---------------------------- | --- |
| 990. Остатки аула «Атажукин»                                     | XVII — нач. XIX вв. н. э.    | северная окраина села Юца |
| 993. Поселение «Юца — 1»                                         | VIII — VI вв. до н. э.       | северо-восточная окраина села Юца. |
| 991. Курганная группа «Юца — 1»                                  | XV — XVII вв. н. э.          | 500-600 м севернее села Юца |
| 992. Курган «Юца — 2»                                            | III — II тыс. до н. э.       | 1,5 км севернее села Юца |
| 994. Курганная группа «Юца — 3»                                  | II — I тыс. до н. э.         | 0,5-1,5 км южнее села Юца вдоль дороги на село Этока, северный склон возвышенности. |
| Курганный могильник -«Юца-4» (5 курганных насыпей)               | эпоха бронзы — средневековье | На гребне возвышенности, разделяющей долина рек Подкумок и Юца, по обеим сторонам автомобильной дороги п. Юца — ст. Ессентукская, в районе км столба 12\3. Севернее окраины п. Юца в 0,6 км.                                                            |
| Курганный могильник — «Юца-5» (2 курганные средневековые насыпи) | эпоха бронзы                 | На гребне, разделяющем долины рек Юцы и ручья Грязнушка (правые притоки р. Подкумок), по обеим сторонам автодороги станица Ессентукская — село Юца, в 680 м (курган 1) строго на запад от километрового столба 5\3. Курганы находятся на пахотном поле. |

## Юца в произведениях искусства
- Евгений Петренко «Цветы и камни».
- Андрей Губин «Молоко волчицы».

## Галерея
- Центральная улица села